# Iochroma
Iochroma je rod krumpirovki smješten u podtribus  Iochrominae, dio tribusa Physalideae. Pripada mu 40 vrsta drveća ili grmova rasprostranjenih od Meksika do tropske Južne Amerike.
Rod je opisan u Edwards's Botanical Register 31: t. 20. 1845.

## Vrste
1. Iochroma albianthum S.Leiva
2. Iochroma amicorum M.A.Cueva, S.D.Sm. & S.Leiva
3. Iochroma arborescens (L.) J.M.H.Shaw
4. Iochroma ayabacense S.Leiva
5. Iochroma barbozae S.Leiva & Deanna
6. Iochroma baumii S.D.Sm. & S.Leiva
7. Iochroma brevistamineum Dammer
8. Iochroma cachicadanum S.Leiva
9. Iochroma calycinum Benth.
10. Iochroma confertiflorum (Miers) Hunz.
11. Iochroma cornifolium (Kunth) Miers
12. Iochroma cyaneum (Lindl.) M.L.Green
13. Iochroma edule S.Leiva
14. Iochroma ellipticum (Hook.f.) Hunz.
15. Iochroma fuchsioides (Bonpl.) Miers
16. Iochroma gesnerioides (Kunth) Miers
17. Iochroma lehmannii Bitter
18. Iochroma lilacinum S.Leiva & K.Lezama
19. Iochroma longipes Miers
20. Iochroma loxense Miers
21. Iochroma lyciifolium Dammer
22. Iochroma mionei S.Leiva & S.D.Sm.
23. Iochroma nitidum S.Leiva & Quip.
24. Iochroma orozcoae A.Orejuela & S.D.Sm.
25. Iochroma ortizianthum S.Leiva & Deanna
26. Iochroma parvifolium (Roem. & Schult.) D'Arcy
27. Iochroma peruvianum (Dunal) J.F.Macbr.
28. Iochroma piuranum S.Leiva
29. Iochroma richardianthum S.Leiva
30. Iochroma rubicalyx S.Leiva & Jara
31. Iochroma salpoanum S.Leiva & Lezama
32. Iochroma schjellerupii S.Leiva & Quip.
33. Iochroma smithianum K.Lezama, Limo & S.Leiva
34. Iochroma solanifolium Dammer
35. Iochroma squamosum S.Leiva & Quip.
36. Iochroma stenanthum S.Leiva, Quip. & N.W.Sawyer
37. Iochroma tingoanum S.Leiva
38. Iochroma tupayachianum S.Leiva
39. Iochroma viridescens S.Leiva
40. Iochroma warscewiczii Regel